# 亞瑟·潘
亞瑟·潘是一位美國電影製片人、戲劇導演和製片人。他曾三次獲得奧斯卡最佳導演獎提名，並獲得東尼獎。除此之外，他還獲得了英國電影學院獎、金球獎和兩項黃金時段艾美獎的提名。
亞瑟·潘首次以戲劇導演的身份嶄露頭角，並以《奇蹟創造者》榮獲東尼獎最佳戲劇導演獎。 1962年，他因執導該電影改編作品而獲得了類似的讚譽，並首次獲得奧斯卡提名。他於1967年拍攝的電影《我倆沒有明天》被譽為開創了新好萊塢運動，將傳記犯罪劇與反主流文化情感融為一體。他執導的喜劇《愛麗絲餐廳》（1969年）和修正主義西部片《小巨人》（1970年）也獲得了類似的評論界和商業上的成功，進一步反映了這種精神。
亞瑟·潘其他著名電影包括新黑色電影《夜行人》（1975 年）和修正主義西部片《大峽谷》（1976年）。 1990年代，他重返舞台和電視劇的導演和製作領域，並擔任警察劇集《法律與秩序》的執行製片人。2010年去世時，亞瑟·潘已獲得多項榮譽，包括柏林影展頒發的榮譽金熊獎、東尼獎和舊金山國際電影節黑澤明獎。